# 長岡市立山本中学校
長岡市立山本中学校（ながおかしりつ やまもとちゅうがっこう）は、新潟県長岡市浦瀬町に所在する市立中学校。

## 概要
1947年に開校。全校生徒数132名（1年50名・2年43名・3年39名、2008年度）。

## 沿革
- 1947年5月1日 - 山本村立山本中学校として浦瀬小学校に併設して開校。
- 1948年9月15日 - 校舎第1期工事竣工、移転。
- 1949年10月30日 - 校舎第2期工事竣工。
- 1950年11月30日 - 体育館竣工。
- 1954年11月1日 - 長岡市への編入合併に伴い現校名に改称。
- 1961年12月22日 - 音楽室・技術室竣工。
- 1967年7月12日 - プール竣工。
- 1978年12月20日 - 6.26水害復旧工事完了。
- 1982年8月20日 - 校舎改築工事竣工。
- 1982年12月10日 - 新体育館竣工。
- 1983年10月29日 - 校舎竣工記念式典挙行。
- 1985年7月20日 - 新プール竣工。
- 1986年8月14日 - 新校門・掲揚塔・野球バックネット竣工。
- 1993年6月1日 - 校舎増築工事竣工。
- 1995年3月30日 - 給食室竣工。
- 1995年4月 - 完全給食開始。
- 2004年10月23日 - 新潟県中越地震発生、校舎内外に甚大な被害。
- 2004年10月27日 - 校舎改修の為浦瀬小学校へ移転。
- 2004年11月4日 - 浦瀬小学校に於いて授業再開。
- 2005年1月6日 - 浦瀬小学校グラウンドに建設された仮設校舎へ移転。
- 2007年7月16日 - 新潟県中越沖地震発生、グラウンドに被害。
- 2007年10月27日 - 創立60周年記念式典挙行。

## 通学区域
#外部リンクを参照。

### 進学前小学校
- 長岡市立浦瀬小学校
- 長岡市立桂小学校